# Yohanan Alemanno
Yōḥānān ben Yitshaq Alemanno (Mantova, 1435 circa – 1504 circa) è stato un filosofo ed erudito italiano.

## Biografia
Ebreo di origini francesi, nacque a Mantova ma visse e studiò a Firenze, insegnò in varie città italiane e risiedette presso la corte di Mantova. Nel 1488 tornò nella città toscana ove rimase sino al 1497.
Fu insegnante di lingua ebraica per alcuni umanisti italiani, tra cui Giovanni Pico della Mirandola, e fu confidente di Lorenzo il Magnifico.

## Pensiero
Per la nascita di una nuova nazione ebraica Alemanno sosteneva la necessità di fondare gli ideali politici sullo studio della retorica e della lingua delle Sacre Scritture 
Nel suo Commento al Cantico dei Cantici, dedicato nel 1488 a Pico della Mirandola, la figura di re Salomone era presentata come la depositaria di tutta la scienza che da lui si era trasmessa alla civiltà greca antica ma, a causa delle scienze pagane e cristiane, l'integrità della cultura ebraica era poi andata persa e da qui la punizione divina dell'esilio per la perdita del popolo ebraico della sua identità nazionale. Occorreva quindi rifarsi allo studio della tradizione filosofica classica in cui era confluita quella ebraica, per ricostruire la cultura nazionale ebraica. 

## Opere
- Ḥēsheq Shelōmōh,(L'amore di Salomone), commento storico al Cantico dei Cantici [5]
- ‛Ēnē ha-'Ēdāh, (Gli occhi della Congrega), commento filosofico-cabalistico al Pentateuco [5]
- Ḥay hā-‛Ōlāmīm, (L'immortale), opera mistica [5]